# IAS 21
МСФО (IAS) 21 «Влияние изменений валютных курсов» — международный стандарт финансовой отчетности, который применяется для учета операций и балансовых остатков в иностранной валюте, при пересчете результатов и финансового положения компании, включаемых в консолидированную финансовую отчетность,
и действует с 01.01.1985 года, с изменениями от 01.01.2005 года,
введен в действие для применения на территории Российской Федерации приказом Минфина России от 25.11.2011 № 160н.

## Определения
Функциональная валюта — валюта, используемая в основной экономической среде, в которой компания осуществляет свою деятельность, генерирует и расходует основную часть денежных средств:
- в какой валюте установлены цены и компания получает выручку
- валюта, предписываемая нормативными актами в стране и оказывающая влияние на выручку
- в какой валюте определяются трудовые, материальные и прочие затраты
- в какой валюте привлекаются средства от финансовой деятельности
- в какой валюте компания хранит поступления от операционной деятельности.

Иностранная валюта — валюта, отличная от функциональной валюты компании.
Валюта представления — валюта, в которой представляется финансовая отчетность.
Курсовая разница — разница, возникающая в результате пересчета одинакового количества единиц одной валюты в другую валюту по другим валютным курсам.
Курс закрытия — это текущий валютный курс на отчетную дату.
Текущий валютный курс — обменный курс для немедленных расчетов.
Монетарные (денежные) статьи — денежные средства, а также активы и обязательства к получению или выплате в фиксированных или определимых суммах единиц валюты.
Немонетарные (неденежные) статьи — это те, которые не являются монетарными.
Зарубежная деятельность — деятельность организации, являющаяся дочерней, ассоциированной, совместной или филиалом компании, осуществляющейся в стране или в валюте, отличной от страны или валюты отчитывающейся компании.

## Отражение в функциональной валюте
Когда заключается сделка в валюте, отличной от её функциональной валюты, производится пересчет статей в иностранной валюте в свою функциональную валюту и отражается последствия такого пересчета в финансовой отчетности.
При первоначальном признании в функциональной валюте операции в иностранной валюте учитываются путём применения к сумме в иностранной валюте текущего валютного курса между функциональной валютой и иностранной валютой на дату совершения операции.
На каждые последующие отчетные даты пересчитываются:
- монетарные статьи с учетом курса закрытия
- немонетарные статьи в иностранной валюте, учтенные по исторической стоимости, пересчитываются по обменному курсу на дату осуществления операции
- немонетарные статьи в иностранной валюте, оцененные по справедливой стоимости, пересчитываются по обменным курсам, действовавшим на дату определения справедливой стоимости.

Курсовые разницы подлежат признанию в прибыли или убытке в том периоде, в котором они возникают.
Результаты и финансовые показатели компании, чья функциональная валюта не является валютой гиперинфляционной экономики, подлежат пересчету в другую валюту представления с использованием следующих процедур:
- активы и обязательства пересчитываются по курсу закрытия на конец периода
- доходы и расходы пересчитываются по курсам на даты осуществления операций
- все возникшие курсовые разницы признаются в качестве отдельного компонента капитала.

## Раскрытие информации
Раскрывается следующая информация в примечаниях к финансовой отчетности:
- сумма курсовых разниц, признанных в прибыли или убытке
- чистые курсовые разницы, признанные в отдельном компоненте капитала, и сверку суммы этих курсовых разниц в начале и в конце периода
- отличие валюты представления от функциональной валюты, объяснения причины этого факта
- смена функциональной валюты, объяснения причины этого факта.